# Affrontements de 2025 à Nasir
Les affrontements de 2025 à Nasir sont des affrontements ayant éclaté le 3 mars 2025 dans la ville sud-soudanaise de Nasir entre des membres des forces de défense du peuple du Soudan du Sud (SSPDF) et l'armée blanche Nuer, entraînant la prise de la caserne de la ville par l'Armée blanche. Le 7 mars, lors d'une tentative d'évacuation des SSPDF, des hélicoptères de la Mission des Nations unies au Soudan du Sud (MINUSS) essuient des tirs, faisant de nombreuses victimes.
Les affrontements ont des conséquences politiques majeures, conduisant à l'arrestation de dizaines de politiciens affiliés au Mouvement populaire de libération du Soudan en opposition, et suscitent des inquiétudes quant à un retour du pays à la guerre civile. En coopération avec les Forces de défense du peuple ougandais, les SSPDF mènent des frappes aériennes dans et autour de Nasir.

## Contexte
La ville de Nasir est située sur le fleuve Sobat, dans l'État du Nil Supérieur, à 26 km de la frontière avec l'Éthiopie. Les nuers en sont les principaux habitants, et la ville est un bastion du Mouvement populaire de libération du Soudan en opposition (SPLA-IO), à majorité nuer, pendant la guerre civile au Soudan du Sud. La ville est en grande partie détruite lors de sa prise par les forces gouvernementales en mai 2014, mais est reprise par les forces du SPLA-IO en juillet 2014.
Même après la signature du R-ARCSS (l'accord qui met fin à la guerre civile) en 2018, les tensions à Nasir restent vives. Les 10 et 11 février 2024, des affrontements éclatent entre des membres de l'Armée blanche et des soldats des Forces de défense du peuple du Soudan du Sud (SSPDF) après un conflit concernant des filets de pêche, faisant plusieurs morts,. L'Armée blanche proteste contre la présence des SSPDF dans la ville, appelant les Forces unifiées nécessaires (NUF) à remplacer les soldats, perçus comme partisans,. Les 14 et 15 février 2025, quatre soldats des SSPDF sont tués lorsque des membres de l'Armée blanche attaquent un groupe ramassant du bois de chauffage. Au moins dix civils sont blessés dans les bombardements qui suivent,.

## Conflit

### Affrontements initiaux et évacuation des SSPDF
Le 3 mars, vers 16 h 0, un membre de l'Armée blanche est tué par les SSPDF, déclenchant des affrontements qui continuent jusque dans la soirée du 4 mars. Les membres de l'Armée blanche sécurisent la ville de Nasir ainsi qu'une partie de la caserne militaire Wec Yar Adiu située à environ 3 km à l'ouest de la ville. Le 5 mars, l'Armée blanche et le gouvernement conviennent d'autoriser le transport aérien des troupes SSPDF hors de Nasir à l'aide d'hélicoptères de la MINUSS. Cependant, l'évacuation est retardée jusqu'au 7 mars, et les soldats SSPDF se réfugient dans des véhicules armés. Lorsque les deux hélicoptères arrivent, un échange de tirs avec l'Armée blanche entraîne la mort de l'un des opérateurs d'hélicoptère de la MINUSS et d'environ 27 soldats SSPDF. Au lendemain de la tentative d'évacuation, les soldats SSPDF restants fuient vers les zones environnantes, 15 soldats se rendant dans le comté d'Ulang (en).

### Frappes aériennes
En réponse aux affrontements, l'Ouganda déploie des forces spéciales à Djouba le 9 mars. Muhoozi Kainerugaba, le chef des forces de défense ougandaises (en), annonce le déploiement sur X, déclarant : "Nous, l'UPDF, ne reconnaissons qu'UN seul président du Soudan du Sud, S.E. Salva Kiir […] Toute action contre lui est une déclaration de guerre contre l'Ouganda !".
Le 16 mars, à 23 h 40, les SSPDF mènent des frappes aériennes autour de la piste d'atterrissage de Nasir, tuant 21 habitants,,. Le lendemain de la frappe aérienne, le ministre de l'Information Michael Makuei Lueth (en) ordonne aux civils d'évacuer la zone militaire. Vers 3 h 30 du matin le 19 mars, des frappes aériennes supplémentaires ciblent la ville, dont le marché de Nasir, blessant deux civils.
Des frappes aériennes ont également lieu dans les environs. Le village de Mathiang, dans le comté de Longechuk (en), est bloqué le 16 mars, faisant un mort et huit blessés. Le 18 mars, des frappes aériennes ont lieu sur la route entre Akobo et Walgak (en). Une personne est tuée et 12 autres blessées à Kuich, dans le comté d'Ulang, après des frappes aériennes vers 20 h 30 le 21 mars.

## Conséquences politiques
Au lendemain des affrontements, plusieurs hommes politiques liés à l'APLS-IO sont assignés à résidence. Le 4 mars, le général Gabriel Duop Lam (en), chef d'état-major de l'APLS-IO, est arrêté pour des motifs non précisés, et vers minuit le 5 mars, Puot Kang Chol, ministre du Pétrole (en), est également arrêté à Djouba,. Des soldats des SSPDF encerclent également le domicile du premier vice-président Riek Machar. Le 6 mars, Stephen Par Kuol, ministre de la consolidation de la paix, est arrêté dans son bureau. Il est libéré le matin du 7 mars,.
Le 19 mars, le président Salva Kiir nomme le lieutenant-général James Koang Chuol gouverneur de l'État du Nil Supérieur, en remplacement de James Odhok Oyai, gouverneur depuis le 26 janvier 2023.

## Réactions
L'Autorité intergouvernementale pour le développement (IGAD) exprime sa préoccupation face aux affrontements, exhortant les parties à réaffirmer leur engagement envers l'accord de paix R-ARCSS.
Le 9 mars, le Département d’État américain ordonne à tout le personnel non essentiel de quitter le Soudan du Sud en raison des affrontements et de la tension politique accrue. Le 22 mars, l'Allemagne annonce qu'elle fermera temporairement son ambassade dans le pays.